# Igor Vori
Igor Vori (* 20. září 1980 Sesvete) je bývalý chorvatský házenkář, působící po ukončení kariéry jako trenér a funkcionář. Měří 203 cm a váží 114 kg, hrával na pozici pivotmana.
Začínal v týmu RK Záhřeb, s nímž získal v letech 1998 až 2001 čtyři domácí mistrovské tituly v řadě. Pak odešel do Itálie, kde vyhrál ligu s klubem Pallamano Conversano. V letech 2005 až 2007 hrál za Barcelonu, kde získal ligový titul v roce 2006. Působil také v Hamburku (vítěz Bundesligy 2011 a Ligy mistrů 2013) a v Paris Saint-Germain (mistr Francie 2015 a 2016). V závěru kariéry se vrátil do RK Záhřeb a vyhrál chorvatskou ligu v letech 2017 a 2018.
Za chorvatskou reprezentaci v házené v letech 2001–2018 odehrál 246 zápasů a vstřelil 590 branek, v letech 2009–2015 byl kapitánem národního týmu. Vyhrál s ním mistrovství světa v házené mužů 2003 a olympijský turnaj v roce 2004. Získal stříbrnou medaili na světových šampionátech v letech 2005 a 2009 a na mistrovství Evropy 2008 a 2010, bronz přivezl z londýnské olympiády v roce 2012 a z MS 2013.
Po ukončení hráčské kariéry se stal asistentem Lino Červara u chorvatské reprezentace, s níž vyhrál v roce 2018 Středomořské hry. Pak byl hlavním trenérem klubů RK Záhřeb a TV Großwallstadt, od roku 2023 vede MRK Sesvete. Působí také ve sportovní komisi Mezinárodní házenkářské federace a dohlížel na průběh házenkářských soutěží na Letních olympijských hrách 2020.
V roce 2009 byl zvolen chorvatským házenkářem roku a nejužitečnějším hráčem domácího mistrovství světa. Byla mu také udělena Státní cena Franjo Bučara.